# Amir Hussain
Amir Hussain (arab. ‏امير حسين‎, ur. 11 kwietnia 1961) – iracki bokser, uczestnik igrzysk olimpijskich 1988 w Seulu. Irakijczyk na tym turnieju stoczył tylko jedną walkę, w której uległ Egipcjaninowi Gamalowi El-Koumy’emu.